# Les Vigiles (roman)
Les Vigiles est un roman écrit en français de Tahar Djaout paru en 1991 aux Éditions du Seuil. Le roman reçoit le Prix Méditerranée en 1991.